# محوطه بهارکش
محوطه بهارکش مربوط به دوران‌های تاریخی پس از اسلام است و در شهرستان املش، بخش رانکوه، روستای بهار کش واقع شده و این اثر در تاریخ ۲ بهمن ۱۳۸۲ با شمارهٔ ثبت ۱۰۷۲۸ به‌عنوان یکی از آثار ملی ایران به ثبت رسیده است.